# 이샘 (작가)
이샘은 대한민국의 텔레비전 드라마 작가이다. 

## 드라마
- 2023년 MBC 금토 미니시리즈 《밤에 피는 꽃》 ... 공동 집필